# Уппландс-Весбю
 Уппландс-Весбю (швед. Upplands Väsby, pronunciationⓘ) — місто та адміністративний центр  комуни Уппландс-Весбю, лен Стокгольм, Швеція. Населення — 37 594 (2010).

## Історія
Комуна має довгу історію з чіткими слідами поселень від дохристиянських часів у кількох місцях. Перші сліди людської культури були знайдені під час розкопок хребта Хаммарбю, приблизно за 400 метрів на південь від нинішнього перехрестя Глед'єн, де у розкопках поховання Екебу знайшли бронзову сокиру приблизно 600—700 р. до н. е. Уппландс-Весбою був тоді на березі моря, тому люди жили рибальством та полювання на тюленів та водоплавних птахів. Кілька знахідок іноземних монет свідчать про торгівлю з іншими країнами. Кілька арабських монет було знайдено на території замку Весбю.
Сліди місцевих поховань зустрічаються у багатьох місцях у вигляді курганів, кам'яних кіл, стоячих каменів або дрібних ґуль. Могили іноді мають форму корабля, як у Рунсі, одному з найвідоміших кам'яних кіл Швеції. Інші кладовища у вигляді великих курганів є поблизу Левенстремска Госпіталь і Рунбю, названі горами Заморес на честь литавриста Антоніна Заморе, північноафриканця, який приїхав до Швеції наприкінці 1700-х років і жив на фермі Рунбю. Найбільшим цвинтарем є Великий замок Весбю з приблизно 200 красивими курганами.
На початку 1900-х років, Уппландс-Весбю був невеликою спільнотою біля залізничної станції. Будинок вокзалу в Весбю був завершений в 1865 році під час будівництва залізниці між Стокгольмом і Уппсалою в 1863—1866 рр. Антон Тамм скупив всю землю, на якій живе нинішня комуна. У 1903 році Тамм, який на той час був генеральним директором Optimus, створив перше велике виробництво — Väsby Werkstäder. Компанія виготовляла латунь і мідь, у тому числі продукти Optimus. Väsby Werkstäder був придбаний в 1917 році компанією Finspongs Metallverk AB. Протягом багатьох років компанія багато разів змінювала свою назву, але в народі постійно називалася Messingen. Пізніше вони були Swedish Metal Works і Granges-Weda з литтям і виготовленням пластмас.

## Сьогодення

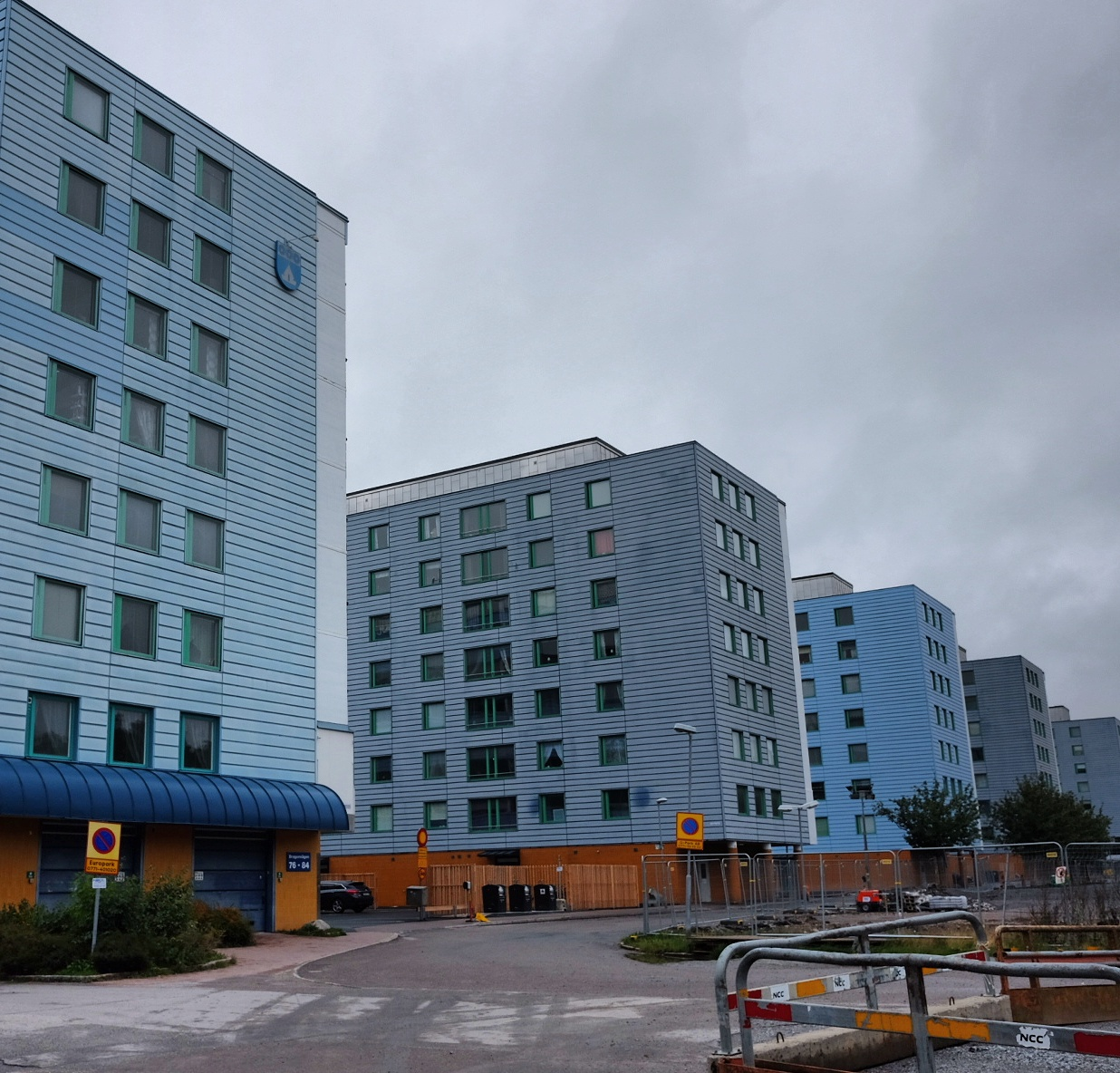

Тепер комуна має характер сучасного заміського міста, розташованого між Стокгольмом і Уппсалою. Відстань до центру Стокгольма становить двадцять п'ять кілометрів і до центру Уппсали сорок п'ять кілометрів. Подорож до станції Стокгольм-Центральний займає 27 хвилин (10 станцій) приміським поїздом. Час поїздки до аеропорту Стокгольм-Арланда складає сім хвилин на місцевому поїзді, який також з'єднує Уппландс-Весбю з Уппсалою.

## Видатні особистоті
З Уппландс-Весбю походять багато сучасних музикантів; тут були засновані або працювали гурти Europe, H.E.A.T і Candlemass, а також Оса Їндер і Інгві Мальмстін. Також тут жили деякі відомі письменники, як-от Альмквіст Карл Йонас Лове і П. К. Єрсільд.